# Lijst van triviale namen van chemische verbindingen
In onderstaande lijst zijn triviale namen voor chemische verbindingen en functionele groepen of atoomgroepen opgenomen. Ook afkortingen met een triviale achtergrond zijn in deze lijst opgenomen. De volgorde is alfabetisch. Handelsnamen zijn niet opgenomen.

## A - C
| Triviale naam    | Systematische naam                     | Formule         | Omschrijving                                                                  | Voorbeeld        |
| ---------------- | -------------------------------------- | --------------- | ----------------------------------------------------------------------------- | ---------------- |
| Aceton           | Propanon                               | CH3COCH3        |                                                                               |                  |
| Acetyleen        | ethyn                                  | HC≡CH           |                                                                               |                  |
| Alcohol          | ethanol                                | CH3CH2OH        | Voorbeeldverbinding van alkanolen                                             |                  |
| Aluin            | Aluminiumkaliumsulfaat                 | KAl(SO4)2.12H2O |                                                                               |                  |
| Aluinaarde       | Aluminiumoxide                         | AlO             |                                                                               |                  |
| Allyl            | 2-propenyl                             | H2C=CH-CH2-     | op de 3-plaats van propeen zit 'iets anders' dan waterstof                    | allylchloride    |
| Amandelzuur      | 2-hydroxy-2-fenylethaanzuur            | C8H8O3          |                                                                               |                  |
| Ammonia          | -                                      | NH3             | Een oplossing van ammoniak in water                                           |                  |
| Appelzuur        | 2-hydroxy-1,4-butaandizuur             | C4H6O5          |                                                                               |                  |
| Azijnzuur        | ethaanzuur                             | CH3COOH         |                                                                               |                  |
| Bakpoeder        | Natriumwaterstofcarbonaat              | NaHCO3          |                                                                               |                  |
| Barnsteenzuur    | 1,4-butaandizuur                       | C4H6O4          |                                                                               |                  |
| Benzal           | fenylmethenyl                          | C6H5CH<         | twee bindingen aan de methylgroep van tolueen zijn vervangen door iets anders | Benzalchloride   |
| Benzo            | fenylmethynyl                          | C6H5C< -        | drie bindingen aan de methylgroep van tolueen zijn vervangen door iets anders | Benzotrichloride |
| Benzyl           | fenylmethyl                            | C6H5CH2-        | één binding aan de methylgroep van tolueen is vervangen door iets anders      | Benzylchloride   |
| Bitterzout       | Magnesiumsulfaat                       | MgSO4           |                                                                               |                  |
| Bleekwater       |                                        |                 | Een oplossing van natriumhypochloriet in water                                |                  |
| Borax (mineraal) |                                        | Na2B4O7.10 H2O  | Het hydraat van natriumtetraboraat                                            |                  |
| Boterzuur        | Butaanzuur                             | CH3(CH2)2COOH   |                                                                               |                  |
| Cadaverine       | 1,5-pentaandiamine                     | H2N(CH2)5NH2    |                                                                               |                  |
| Caustisch soda   | Natriumhydroxide                       | NaOH            |                                                                               |                  |
| Citroenzuur      | 2-hydroxy-1,2,3-propaantricarboxylzuur | C6H8O7          |                                                                               |                  |

## D - H
| Triviale naam       | Systematische naam         | Formule        | Omschrijving                                                                              | Voorbeeld           |
| ------------------- | -------------------------- | -------------- | ----------------------------------------------------------------------------------------- | ------------------- |
| Dimethylketon       | Propanon                   | CH3COCH3       |                                                                                           |                     |
| DMK                 | Propanon                   | CH3COCH3       | afkorting van 'Dimethylketon'                                                             |                     |
| Ether               | Ethoxyethaan               | (C2H5)2O       | Voorbeeldverbinding van Ethers                                                            |                     |
| Dubbelkoolzure soda | Natriumwaterstofcarbonaat  | NaHCO3         | Ontstaat door een dubbele hoeveelheid CO2 in te leiden bij een natriumhydroxide-oplossing |                     |
| Dureen              | 1,2,4,5-tetramethylbenzeen | C10H14         |                                                                                           |                     |
| Ethyleen            | 1,2-ethaan                 | -CH2-CH2-      |                                                                                           | Ethyleendibromide   |
| Fenestraan          |                            |                | Structuurformule vertoont ruitjes-patroon                                                 | [4,4,4,4]fenestraan |
| Ftaalzuur           | benzeen-1,2-dicarbonzuur   | C8H6O4         |                                                                                           |                     |
| Gebluste kalk       | Calciumhydroxide           | Ca(OH)2        |                                                                                           |                     |
| geel bloedloogzout  | Kaliumhexacyanoferraat(II) | K4Fe(CN)6.3H2O | voedingsadditief E536                                                                     |                     |
| geest van salmiak   | ammoniakgas                | NH3            |                                                                                           |                     |
| geest van zout      | waterstofchloride          | HCl            |                                                                                           |                     |
| Gips                | Calciumsulfaat             | CaSO4          |                                                                                           |                     |
| Glycolzuur          | 2-hydroxyethaanzuur        | C2H4O3         |                                                                                           |                     |
| Helse steen         | Zilvernitraat              | AgNO3          |                                                                                           |                     |
| Houtgeest           | Methanol                   | CH3OH          | Bij droge verhitting van hout ontstaat methanol                                           |                     |

## I - N
| Triviale naam    | Systematische naam        | Formule             | Omschrijving                                                                     | Voorbeeld                  |
| ---------------- | ------------------------- | ------------------- | -------------------------------------------------------------------------------- | -------------------------- |
| i-naam           | Zie: Isonaam              |                     | De cursieve i voor een naam wordt gebruikt als afkorting voor iso. Zie daaronder |                            |
| Indaan           | Benzocyclopenteen         | C9H10               |                                                                                  | Indeen                     |
| IPA              | 2-propanol                | (CH3)2CHOH          | De afkorting staat voor Iso-Propyl-Alcohol                                       |                            |
| iso-alkaan       | 2-methyl- (ω-1)methyl-    | -CH(CH3)2           | Het einde van een alkylstaart vormt een vork                                     | Isoamylalcohol             |
| Isoamyl          | 1-(3-methylbutyl)         | (CH3)2CHCH2CH2-     | -                                                                                | isoamylalcohol             |
| Isobutaan        | methylpropaan             | (CH3)3CH            |                                                                                  |                            |
| Iso-octaan       | 2,2,4-trimethylpentaan    | (CH3)3C-CH2CH(CH3)2 |                                                                                  |                            |
| Isopentaan       | methylbutaan              | (CH3)2CHCH2CH3      |                                                                                  |                            |
| Kaliloog         | -                         | -                   | een oplossing van kaliumhydroxide in water                                       |                            |
| Kalk             | Calciumcarbonaat          | CaCO3               |                                                                                  |                            |
| Kaneelaldehyde   |                           |                     |                                                                                  |                            |
| Kaneelzuur       | (E)-3-fenyl-2-propeenzuur | C6H5CH-CHCOOH       | component uit kaneel                                                             |                            |
| Keukenzout       | Natriumchloride           | NaCl                |                                                                                  |                            |
| Kopervitriool    | Kopersulfaat              | CuSO4               |                                                                                  |                            |
| Malaat           | Hydroxybutaandioaat       | −O2CCH(OH)CH2COO−   | Zout van hydroxybutaandizuur                                                     |                            |
| Methyl           |                           | H3C-                | één binding in methaan is 'iets' anders dan waterstof                            | methylchloride             |
| Methyleen        |                           | -CH2-               | twee bindingen in methaan zijn 'iets' anders dan waterstof                       | Methyleenchloride          |
| MEK              | Butanon                   | CH3COC2H5           | afkorting van Methylethylketon                                                   |                            |
| meta-naam        |                           |                     | Aanduiding van een 1,3 substitutiepatroon in een benzeenring                     | Meta-chlorofenylpiperazine |
| Methylethylketon | Butanon                   | CH3COC2H5           |                                                                                  |                            |
| Mierenzuur       | Methaanzuur               | HCOOH               |                                                                                  |                            |
| Natronloog       | -                         | -                   | een oplossing van natriumhydroxide in water                                      |                            |

## O - Z
| Triviale naam      | Systematische naam                           | Formule                      | Omschrijving                                                                  | Voorbeeld                                          |
| ------------------ | -------------------------------------------- | ---------------------------- | ----------------------------------------------------------------------------- | -------------------------------------------------- |
| Oleïnezuur         | cis-9-octadeceenzuur                         | CH3(CH2)7CH=CH(CH2)7COOH     |                                                                               |                                                    |
| Oliezuur           | cis-9-octadeceenzuur                         | CH3(CH2)7CH=CH(CH2)7COOH     |                                                                               |                                                    |
| ortho-naam         |                                              |                              | Aanduiding van een 1,2-substitutiepatroon in een benzeenring                  | ortho-hydroxybenzoëzuur                            |
| ,,                 |                                              |                              | Aanduiding voor een drievoudig gesubstitueerd zuur                            | - natrium-ortho-fosfaat - tri-ethyl-ortho-formiaat |
| Ongebluste kalk    | Calciumoxide                                 | CaO                          |                                                                               |                                                    |
| Oxaalzuur          | Ethaandizuur                                 | (COOH)2                      |                                                                               |                                                    |
| Ozon               |                                              | O3                           | Sterk reactieve, onstabiele verbinding van drie zuurstofatomen                |                                                    |
| para-naam          |                                              |                              | Aanduiding van een 1,4-substitutiepatroon in een benzeenring                  | para-dichloorbenzeen                               |
| Pinacol            | 2,3-dimethyl-butaan-2,3-diol                 | (CH3)2CHOHCHOH(CH3)2         |                                                                               |                                                    |
| Pinacolon          | 3,3-dimethyl-2-butanon                       | (CH3)3CC(O)CH3               |                                                                               |                                                    |
| potas              | kaliumcarbonaat                              | K2CO3                        |                                                                               |                                                    |
| Propionzuur        | Propaanzuur                                  | CH3CH2COOH                   |                                                                               |                                                    |
| Putrescine         | 1,4-butaandiamine                            | H2N(CH2)4NH2                 |                                                                               |                                                    |
| rood bloedloogzout | Kaliumhexacyanoferraat(III)                  | K3[Fe(CN)6]                  |                                                                               |                                                    |
| Salicylzuur        | 2-hydroxybenzoëzuur                          | HOC6H4COOH                   |                                                                               |                                                    |
| Salmiak            | Ammoniumchloride                             | NH4Cl                        |                                                                               |                                                    |
| Soda               | natriumcarbonaat.decahydraat                 | Na2CO3.10H2O                 |                                                                               |                                                    |
| Spiritus           | Ethanol                                      | CH3CH2OH                     | Onzuivere vorm van ethanol, vaak in verband met accijns vermengd met methanol |                                                    |
| Stearinezuur       | Octadecaanzuur                               | CH3(CH2)16COOH               |                                                                               |                                                    |
| Succinaat          | Butaandioaat                                 |                              | Zout of ester van butaandizuur                                                |                                                    |
| t-butyl            | (1,1-dimethylethyl)-                         | (CH3)3C-                     |                                                                               | t - butylchloride                                  |
| tertiair-          | zie t- en dan de naam                        |                              |                                                                               |                                                    |
| Tolueen            | methylbenzeen                                | CH3C6H5                      |                                                                               |                                                    |
| Tosyl              | 4-methylbenzeensulfonyl                      | CH3C6H4SO2-                  | De OH-groep aan zwavel in 4-tolueensulfonzuur is door 'iets' anders vervangen | Tosylchloride                                      |
| Vinyl              | ethenyl                                      | H2C=CH-                      | een van de waterstofatomen van etheen is 'iets' anders                        | vinylchloride                                      |
| vitriool           | zwavelzuur                                   | H2SO4                        |                                                                               |                                                    |
| Vlugzout           | ammoniumbicarbonaat of ammoniumcarbonaat     |                              |                                                                               |                                                    |
| Water              | diwaterstofmonoxide of diwaterstofoxide      | H2O                          |                                                                               |                                                    |
| Wijnsteenzuur      | 2,3-dihydroxy-butaandizuur                   | HOOC(CHOH)2COOH ofwel C4H6O6 |                                                                               |                                                    |
| Xyleen             | dimethylbenzeen                              |                              | C6H4(CH3)2                                                                    |                                                    |
| zoutgeest          | 'geest van zout' of waterstofchloride        |                              |                                                                               |                                                    |
| zoutzuur           | (oplossing van) waterstofchloride (in water) | HCl                          |                                                                               |                                                    |
| zuiveringszout     | natriumwaterstofcarbonaat                    | Na2HCO3                      |                                                                               |                                                    |